# Женская сборная Гваделупы по волейболу
Женская национальная сборная Гваделупы по волейболу (фр. Équipe de Guadeloupe de volley-ball féminin) — представляет Гваделупу на международных волейбольных соревнованиях. Управляющей организацией выступает Волейбольная лига Гваделупы (фр. Ligue guadeloupéenne de volley-ball — LGVB).

## История
Волейбольная лига Гваделупы основана в 1965 году в качестве регионального подразделения Французской федерации волейбола. С 1992 — член ФИВБ и NORCECA.
В 2004 году женская сборная Гваделупы дебютировала на официальной международной арене, приняв участие в Карибском чемпионате, где заняла 4-е место. Через 8 лет (в 2012) гваделупские волейболистки вторично выступили на подобном турнире и стали пятыми.

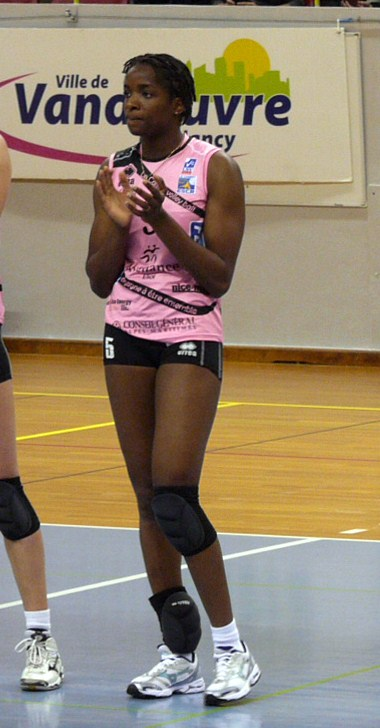
Лесли Туриаф

В 2012 году женская команда Гваделупы впервые стартовала в отборочном турнире чемпионата мира и прошла все три групповые стадии, но в решающей (3-й) заняла в своей группе последнее — 4-е — место. Всего же в североамериканской квалификации мирового первенства сборная Гваделупы провела 12 матчей и в пяти из них одержала победы.
В ноябре 2016 года сборная Гваделупы была среди участников 1-го раунда североамериканского отборочного турнира чемпионата мира 2018. Один из групповых турниров этой стадии прошёл на Каймановых островах с участием хозяек соревнований и команд Гваделупы, Багамских Островов и Бонайре. В преддверии мировой квалификации состав гваделупской сборной пополнили две бывшие волейболистки сборной Франции гваделупского происхождения — Лесли Туриаф и Амандин Морисетт. Имея столь внушительную поддержку, сборная Гваделупы уверенно заняла 1-е место, «всухую» обыграв всех своих соперников, и вышла во 2-й этап отбора. Лучшим игроком группового турнира признана Туриаф, набравшая за три матча 50 очков. На 2-й стадии квалификации, которая прошла в июле 2017 на Ямайке, гваделупские волейболистки стали четвёртыми и на этом завершили борьбу за попадание на мировое первенство.

## Результаты выступлений и составы

### Чемпионаты мира
Сборная Гваделупы  принимала участие в двух отборочных турнирах чемпионата мира.
- 2014 — не квалифицировалась
- 2018 — не квалифицировалась

- 2014 (квалификация): Вероник Бертело, Орнелла Мартоль, Беатрис Сирилла, Лоранн Мелье де Рокан, Беатрис Окан, Эммануэль Гжесяк, Северин Жан-Альфонс, Дельфин Стефан, Сандра Рамье, Изабель Асина, Шерли Ланимарак, Сильвия Сидни. Тренеры — Жан-Луи Делаг (1-й и 2-й раунды), Паскаль Дуглас (3-й раунд).
- 2018 (квалификация): Миша Минфир, Беатрис Окан, Ремика Будин, Ванесса Отши, Жюли Диза, Амандин Морисетт, Дельфин Стефан, Ванесса Азиль, Сандра Рамье, Лесли Фигер-Туриаф, Шерли Ланимарак, Селия Рурэр, Жюли Ранси, Мелиза Бернар-Файоль, Дорис Питар. Тренер — Паскаль Дуглас.

### Карибский чемпионат
Сборная Гваделупы участвовала в трёх Карибских чемпионатах.
- 2004 — 4-е место
- 2012 — 5-е место
- 2017 — 4-е место

## Состав
Сборная Гваделупы во 2-м раунде североамериканского отборочного турнира чемпионата мира 2018 (июль 2017).
| №  | Имя, фамилия         | Год рождения | Рост | Амплуа      | Клуб        |
| -- | -------------------- | ------------ | ---- | ----------- | ----------- |
| 3  | Миша Минфир          | 1988         | 170  | связующая   | «Этуаль»    |
| 4  | Беатрис Окан         | 1980         | 170  | связующая   | «Расен’Бич» |
| 5  | Ванесса Атши         | 1996         | 165  | нападающая  | «Арсенал»   |
| 6  | Жюли Диза            | 1993         | 180  | нападающая  | CAJVB       |
| 7  | Амандин Морисетт     | 1985         | 181  | нападающая  | «Этуаль»    |
| 8  | Дельфин Стефан       | 1992         | 165  | нападающая  | «Арсенал»   |
| 11 | Сандра Рамье         | 1983         | 180  | центральная | «Арсенал»   |
| 12 | Лесли Фигер-Туриаф   | 1986         | 183  | нападающая  | «Шамальер»  |
| 13 | Шарли Ланимарак      | 1993         | 180  | центральная | «Расен’Бич» |
| 14 | Селия Рурэр          | 1997         | 175  | центральная | «Арсенал»   |
| 15 | Мелиза Бернар-Файоль | 1992         | 192  | центральная | USG         |
| 16 | Дорис Питар          | 1985         | 163  | либеро      | USG         |

- Главный тренер — Паскаль Дуглас.
- Тренер — Шарли Аннисетт.